# EasyLinux
EasyLinux – czasopismo komputerowe wydawane przez Linux New Media AG. Przeznaczone jest dla początkujących użytkowników systemu operacyjnego Linux. Każdy numer poświęcony jest innej dystrybucji Linuksa, która zamieszczana jest wtedy na płycie DVD. W piśmie ukazują się porady i wskazówki jej dotyczące.